# Wissam al-Hassan
Wissam Adnan al-Hassan (arabisch وسام عدنان الحسن, DMG Wissām ʿAdnān al-Ḥasan; * 11. April 1965 in Btouratige, Nord-Libanon; † 19. Oktober 2012 in Beirut) war ein libanesischer Brigadegeneral und Geheimdienstchef.

## Leben
Al-Hassan wuchs in einer sunnitischen Familie im Nord-Libanon auf. Seine Frau und seine beiden Kinder lebten in Frankreich.
Am 19. Oktober 2012 wurde er durch eine Autobombe in Beirut ermordet.

## Militärische Karriere
Al-Hassan war ab 2001 Sicherheitschef des libanesischen Ministerpräsidenten Rafik Hariri, der 2005 bei einem Sprengstoffanschlag ermordet wurde.
2006 wurde er von dessen Sohn Saad Hariri zum Chef der Geheimdienstabteilung in der Forces de sécurité intérieure au Liban  befördert.